# Lista över fornlämningar i Uppsala kommun (Ramsta)
Lista över fornlämningar i Uppsala kommun (Ramsta) är en förteckning av ett urval av de fornlämningar som finns i Ramsta i Uppsala kommun.
| Namn                        | Lämningstyp                 | Tillkomsttid | Historisk indelning | Plats | Läge                 | ID-nr          | Bild                                      |
| --------------------------- | --------------------------- | ------------ | ------------------- | ----- | -------------------- | -------------- | ----------------------------------------- |
| Ramsta 1:1                  | Gravfält                    |              | Ramsta, Uppland     |       | 59.788882, 17.493542 | 10026100010001 | Ladda upp en bild av detta fornminne      |
| Ramsta 3:1                  | Hällristning                |              | Ramsta, Uppland     |       | 59.791727, 17.487983 | 10026100030001 | Ladda upp en bild av detta fornminne      |
| Ramsta 5:1                  | Grav markerad av sten/block |              | Ramsta, Uppland     |       | 59.788585, 17.487653 | 10026100050001 | Ladda upp en bild av detta fornminne      |
| Ramsta 6:1                  | Stensättning                |              | Ramsta, Uppland     |       | 59.789459, 17.483117 | 10026100060001 | Ladda upp en bild av detta fornminne      |
| Ramsta 6:2                  | Stensättning                |              | Ramsta, Uppland     |       | 59.789343, 17.482998 | 10026100060002 | Ladda upp en bild av detta fornminne      |
| Ramsta 6:3                  | Stensättning                |              | Ramsta, Uppland     |       | 59.789164, 17.483243 | 10026100060003 | Ladda upp en bild av detta fornminne      |
| Ramsta 8:1                  | Stensättning                |              | Ramsta, Uppland     |       | 59.794211, 17.465593 | 10026100080001 | Ladda upp en bild av detta fornminne      |
| Ramsta 9:1                  | Stensättning                |              | Ramsta, Uppland     |       | 59.795969, 17.491669 | 10026100090001 | Ladda upp en bild av detta fornminne      |
| Ramsta 12:1                 | Stensättning                |              | Ramsta, Uppland     |       | 59.788870, 17.487268 | 10026100120001 | Ladda upp en bild av detta fornminne      |
| Ramsta 12:2                 | Stensättning                |              | Ramsta, Uppland     |       | 59.789114, 17.487105 | 10026100120002 | Ladda upp en bild av detta fornminne      |
| Ramsta 14:1                 | Hög                         |              | Ramsta, Uppland     |       | 59.784453, 17.485080 | 10026100140001 | Ladda upp en bild av detta fornminne      |
| Ramsta 15:1                 | Stensättning                |              | Ramsta, Uppland     |       | 59.783473, 17.487048 | 10026100150001 | Ladda upp en bild av detta fornminne      |
| Ramsta 16:1                 | Gravfält                    |              | Ramsta, Uppland     |       | 59.782616, 17.492995 | 10026100160001 | Ladda upp en bild av detta fornminne      |
| Ramsta 17:1                 | Hög                         |              | Ramsta, Uppland     |       | 59.781874, 17.494318 | 10026100170001 | Ladda upp en bild av detta fornminne      |
| Ramsta 17:2                 | Hög                         |              | Ramsta, Uppland     |       | 59.781941, 17.494116 | 10026100170002 | Ladda upp en bild av detta fornminne      |
| Ramsta 18:1                 | Stensättning                |              | Ramsta, Uppland     |       | 59.778346, 17.476607 | 10026100180001 | Ladda upp en bild av detta fornminne      |
| Ramsta 22:1                 | Stensättning                |              | Ramsta, Uppland     |       | 59.786750, 17.481050 | 10026100220001 | Ladda upp en bild av detta fornminne      |
| Ramsta 25:1                 | Stensättning                |              | Ramsta, Uppland     |       | 59.789642, 17.477737 | 10026100250001 | Ladda upp en bild av detta fornminne      |
| Ramsta 28:1                 | Stensättning                |              | Ramsta, Uppland     |       | 59.791322, 17.457639 | 10026100280001 | Ladda upp en bild av detta fornminne      |
| Ramsta 28:2                 | Stensättning                |              | Ramsta, Uppland     |       | 59.791420, 17.457496 | 10026100280002 | Ladda upp en bild av detta fornminne      |
| Ramsta 30:1                 | Stensättning                |              | Ramsta, Uppland     |       | 59.784845, 17.472268 | 10026100300001 | Ladda upp en bild av detta fornminne      |
| Ramsta 31:1                 | Hög                         |              | Ramsta, Uppland     |       | 59.777554, 17.472189 | 10026100310001 | Ladda upp en bild av detta fornminne      |
| Ramsta 31:2                 | Stensättning                |              | Ramsta, Uppland     |       | 59.777624, 17.472013 | 10026100310002 | Ladda upp en bild av detta fornminne      |
| Ramsta 34:1                 | Gravfält                    |              | Ramsta, Uppland     |       | 59.791085, 17.445503 | 10026100340001 | Ladda upp en bild av detta fornminne      |
| Ramsta 36:1                 | Stensättning                |              | Ramsta, Uppland     |       | 59.827068, 17.426982 | 10026100360001 | Ladda upp en bild av detta fornminne      |
| Ramsta 37:1                 | Grav- och boplatsområde     |              | Ramsta, Uppland     |       | 59.826993, 17.429706 | 10026100370001 | Ladda upp en bild av detta fornminne      |
| Ramsta 39:1                 | Grav- och boplatsområde     |              | Ramsta, Uppland     |       | 59.826790, 17.432437 | 10026100390001 | Ladda upp en bild av detta fornminne      |
| Ramsta 40:1                 | Stensättning                |              | Ramsta, Uppland     |       | 59.826295, 17.434121 | 10026100400001 | Ladda upp en bild av detta fornminne      |
| Ramsta 41:1                 | Röse                        |              | Ramsta, Uppland     |       | 59.828400, 17.429520 | 10026100410001 | Ladda upp en bild av detta fornminne      |
| Ramsta 43:1                 | Stensättning                |              | Ramsta, Uppland     |       | 59.812993, 17.421982 | 10026100430001 | Ladda upp en bild av detta fornminne      |
| Ramsta 43:2                 | Stensättning                |              | Ramsta, Uppland     |       | 59.812888, 17.422040 | 10026100430002 | Ladda upp en bild av detta fornminne      |
| Ramsta 43:3                 | Stensättning                |              | Ramsta, Uppland     |       | 59.812795, 17.422256 | 10026100430003 | Ladda upp en bild av detta fornminne      |
| Ramsta 44:1                 | Stensättning                |              | Ramsta, Uppland     |       | 59.805290, 17.417408 | 10026100440001 | Ladda upp en bild av detta fornminne      |
| Ramsta 45:1                 | Gravfält                    |              | Ramsta, Uppland     |       | 59.805775, 17.419414 | 10026100450001 | Ladda upp en bild av detta fornminne      |
| Ramsta 46:1                 | Gravfält                    |              | Ramsta, Uppland     |       | 59.801274, 17.426663 | 10026100460001 | Ladda upp en bild av detta fornminne      |
| Ramsta 48:1                 | Röse                        |              | Ramsta, Uppland     |       | 59.797706, 17.410976 | 10026100480001 | Ladda upp en bild av detta fornminne      |
| Ramsta 50:1                 | Stensättning                |              | Ramsta, Uppland     |       | 59.794078, 17.398074 | 10026100500001 | Ladda upp en bild av detta fornminne      |
| Ramsta 51:1                 | Stensättning                |              | Ramsta, Uppland     |       | 59.793703, 17.397649 | 10026100510001 | Ladda upp en bild av detta fornminne      |
| Ramsta 52:1                 | Stensättning                |              | Ramsta, Uppland     |       | 59.788984, 17.400112 | 10026100520001 | Ladda upp en bild av detta fornminne      |
| Ramsta 54:1                 | Stensättning                |              | Ramsta, Uppland     |       | 59.792850, 17.403740 | 10026100540001 | Ladda upp en bild av detta fornminne      |
| Ramsta 55:1                 | Gravfält                    |              | Ramsta, Uppland     |       | 59.795194, 17.411020 | 10026100550001 | Ladda upp en bild av detta fornminne      |
| Ramsta 57:1                 | Stensättning                |              | Ramsta, Uppland     |       | 59.792947, 17.433851 | 10026100570001 | Ladda upp en bild av detta fornminne      |
| Ramsta 58:1                 | Gravfält                    |              | Ramsta, Uppland     |       | 59.788430, 17.426978 | 10026100580001 | Ladda upp en bild av detta fornminne      |
| U 879 (Ramsta 59:1)         | Runristning                 |              | Ramsta, Uppland     |       | 59.788652, 17.428289 | 10026100590001 | Ladda upp en till bild av detta fornminne |
| Ramsta 62:1                 | Hällristning                |              | Ramsta, Uppland     |       | 59.784584, 17.418033 | 10026100620001 | Ladda upp en bild av detta fornminne      |
| Ramsta 62:2                 | Hällristning                |              | Ramsta, Uppland     |       | 59.784426, 17.418290 | 10026100620002 | Ladda upp en bild av detta fornminne      |
| Ramsta 62:3                 | Hällristning                |              | Ramsta, Uppland     |       | 59.784387, 17.418284 | 10026100620003 | Ladda upp en bild av detta fornminne      |
| Ramsta 62:4                 | Stensättning                |              | Ramsta, Uppland     |       | 59.784335, 17.418260 | 10026100620004 | Ladda upp en bild av detta fornminne      |
| Ramsta 64:1                 | Hällristning                |              | Ramsta, Uppland     |       | 59.788541, 17.429651 | 10026100640001 | Ladda upp en bild av detta fornminne      |
| Ramsta 65:2                 | Stensättning                |              | Ramsta, Uppland     |       | 59.784569, 17.444173 | 10026100650002 | Ladda upp en bild av detta fornminne      |
| Ramsta 67:6                 | Stensättning                |              | Ramsta, Uppland     |       | 59.784916, 17.434910 | 10026100670006 | Ladda upp en bild av detta fornminne      |
| Ramsta 69:1                 | Stensättning                |              | Ramsta, Uppland     |       | 59.785777, 17.437318 | 10026100690001 | Ladda upp en bild av detta fornminne      |
| Ramsta 69:2                 | Hög                         |              | Ramsta, Uppland     |       | 59.785884, 17.436721 | 10026100690002 | Ladda upp en bild av detta fornminne      |
| Ramsta 70:1                 | Hög                         |              | Ramsta, Uppland     |       | 59.790503, 17.448182 | 10026100700001 | Ladda upp en bild av detta fornminne      |
| Ramsta 70:2                 | Stensättning                |              | Ramsta, Uppland     |       | 59.790421, 17.448244 | 10026100700002 | Ladda upp en bild av detta fornminne      |
| Ramsta 71:1                 | Stensättning                |              | Ramsta, Uppland     |       | 59.802370, 17.446948 | 10026100710001 | Ladda upp en bild av detta fornminne      |
| Ramsta 72:1                 | Stensättning                |              | Ramsta, Uppland     |       | 59.799780, 17.445097 | 10026100720001 | Ladda upp en bild av detta fornminne      |
| Ramsta 73:1                 | Hällristning                |              | Ramsta, Uppland     |       | 59.800156, 17.439167 | 10026100730001 | Ladda upp en bild av detta fornminne      |
| Ramsta 74:1                 | Gravfält                    |              | Ramsta, Uppland     |       | 59.799947, 17.435839 | 10026100740001 | Ladda upp en bild av detta fornminne      |
| Ramsta 75:1                 | Stensättning                |              | Ramsta, Uppland     |       | 59.800607, 17.435826 | 10026100750001 | Ladda upp en bild av detta fornminne      |
| Ramsta 75:2                 | Stensättning                |              | Ramsta, Uppland     |       | 59.800681, 17.435692 | 10026100750002 | Ladda upp en bild av detta fornminne      |
| Ramsta 76:1                 | Gravfält                    |              | Ramsta, Uppland     |       | 59.799793, 17.437620 | 10026100760001 | Ladda upp en bild av detta fornminne      |
| Ramsta 76:2                 | Stensättning                |              | Ramsta, Uppland     |       | 59.800077, 17.436899 | 10026100760002 | Ladda upp en bild av detta fornminne      |
| Ramsta 76:3                 | Stensättning                |              | Ramsta, Uppland     |       | 59.800164, 17.436758 | 10026100760003 | Ladda upp en bild av detta fornminne      |
| Ramsta 78:1                 | Stensättning                |              | Ramsta, Uppland     |       | 59.805305, 17.432792 | 10026100780001 | Ladda upp en bild av detta fornminne      |
| Ramsta 80:1                 | Hällristning                |              | Ramsta, Uppland     |       | 59.805161, 17.431896 | 10026100800001 | Ladda upp en bild av detta fornminne      |
| Ramsta 81:1                 | Stensättning                |              | Ramsta, Uppland     |       | 59.804764, 17.429319 | 10026100810001 | Ladda upp en bild av detta fornminne      |
| Ramsta 83:1                 | Hög                         |              | Ramsta, Uppland     |       | 59.805647, 17.450124 | 10026100830001 | Ladda upp en bild av detta fornminne      |
| Ramsta 83:2                 | Stensättning                |              | Ramsta, Uppland     |       | 59.805987, 17.450539 | 10026100830002 | Ladda upp en bild av detta fornminne      |
| Ramsta 85:1                 | Stensättning                |              | Ramsta, Uppland     |       | 59.788471, 17.423421 | 10026100850001 | Ladda upp en bild av detta fornminne      |
| Ramsta 85:2                 | Stensättning                |              | Ramsta, Uppland     |       | 59.788606, 17.423709 | 10026100850002 | Ladda upp en bild av detta fornminne      |
| Ramsta 85:3                 | Stensättning                |              | Ramsta, Uppland     |       | 59.788343, 17.423132 | 10026100850003 | Ladda upp en bild av detta fornminne      |
| Ramsta 85:4                 | Stensättning                |              | Ramsta, Uppland     |       | 59.788223, 17.422872 | 10026100850004 | Ladda upp en bild av detta fornminne      |
| Ramsta 86:1                 | Stensättning                |              | Ramsta, Uppland     |       | 59.813992, 17.446701 | 10026100860001 | Ladda upp en bild av detta fornminne      |
| Ramsta 91:1                 | Stensättning                |              | Ramsta, Uppland     |       | 59.823772, 17.445443 | 10026100910001 | Ladda upp en bild av detta fornminne      |
| Ramsta 93:1                 | Stensättning                |              | Ramsta, Uppland     |       | 59.824036, 17.446466 | 10026100930001 | Ladda upp en bild av detta fornminne      |
| Ramsta 94:1                 | Stensättning                |              | Ramsta, Uppland     |       | 59.823859, 17.449346 | 10026100940001 | Ladda upp en bild av detta fornminne      |
| Ramsta 95:1                 | Stensättning                |              | Ramsta, Uppland     |       | 59.809884, 17.458609 | 10026100950001 | Ladda upp en bild av detta fornminne      |
| Ramsta 95:2                 | Stensättning                |              | Ramsta, Uppland     |       | 59.809799, 17.458757 | 10026100950002 | Ladda upp en bild av detta fornminne      |
| Ramsta 97:1                 | Stensättning                |              | Ramsta, Uppland     |       | 59.813186, 17.462477 | 10026100970001 | Ladda upp en bild av detta fornminne      |
| Ramsta 100:1                | Stensättning                |              | Ramsta, Uppland     |       | 59.811397, 17.461968 | 10026101000001 | Ladda upp en bild av detta fornminne      |
| Ramsta 102:1                | Stensättning                |              | Ramsta, Uppland     |       | 59.809437, 17.464226 | 10026101020001 | Ladda upp en bild av detta fornminne      |
| Herrgårdshög (Ramsta 105:1) | Gravfält                    |              | Ramsta, Uppland     |       | 59.801247, 17.448605 | 10026101050001 | Ladda upp en bild av detta fornminne      |
| Herrgårdshög (Ramsta 105:2) | Hällristning                |              | Ramsta, Uppland     |       | 59.801763, 17.448718 | 10026101050002 | Ladda upp en bild av detta fornminne      |
| Ramsta 113:1                | Stensättning                |              | Ramsta, Uppland     |       | 59.780220, 17.443294 | 10026101130001 | Ladda upp en bild av detta fornminne      |
| Ramsta 118:1                | Stensättning                |              | Ramsta, Uppland     |       | 59.791423, 17.462406 | 10026101180001 | Ladda upp en bild av detta fornminne      |
| Ramsta 124:1                | Stensättning                |              | Ramsta, Uppland     |       | 59.790733, 17.422100 | 10026101240001 | Ladda upp en bild av detta fornminne      |
| Ramsta 124:2                | Stensättning                |              | Ramsta, Uppland     |       | 59.790712, 17.421850 | 10026101240002 | Ladda upp en bild av detta fornminne      |
| Ramsta 132:1                | Hällristning                |              | Ramsta, Uppland     |       | 59.800374, 17.434657 | 10026101320001 | Ladda upp en bild av detta fornminne      |
| Ramsta 132:2                | Hällristning                |              | Ramsta, Uppland     |       | 59.800620, 17.434498 | 10026101320002 | Ladda upp en bild av detta fornminne      |
| Ramsta 148                  | Stensättning                |              | Ramsta, Uppland     |       | 59.792645, 17.459560 | 12000000112619 | Ladda upp en bild av detta fornminne      |
| Ramsta 150                  | Stensättning                |              | Ramsta, Uppland     |       | 59.792731, 17.459373 | 12000000112621 | Ladda upp en bild av detta fornminne      |
| Ramsta 151                  | Stensättning                |              | Ramsta, Uppland     |       | 59.810759, 17.471095 | 12000000112622 | Ladda upp en bild av detta fornminne      |
| Ramsta 152                  | Stensättning                |              | Ramsta, Uppland     |       | 59.792637, 17.460170 | 12000000112623 | Ladda upp en bild av detta fornminne      |
| Ramsta 154                  | Stensättning                |              | Ramsta, Uppland     |       | 59.791289, 17.457801 | 12000000112625 | Ladda upp en bild av detta fornminne      |